# Krînîcine, Manevîci
Krînîcine (în ucraineană Криничне) este un sat în comuna Cetvertnea din raionul Manevîci, regiunea Volînia, Ucraina.

## Demografie
Componența lingvistică a localității Krînîcine
     Ucraineană (99,42%)
     Alte limbi (0,58%)
Conform recensământului din 2001, majoritatea populației localității Krînîcine era vorbitoare de ucraineană (99,42%), existând în minoritate și vorbitori de alte limbi.